# Hrvaška kuhinja
Hrvaška kulinarika je heterogena in je znana kot kuhinja regij, saj ima vsaka regija na Hrvaškem svojo posebno kulinarično tradicijo. Njene korenine segajo v antične čase. Razlike v izbiri živil in oblikah kuhanja so najbolj opazne med tistimi na celini in tistimi v obalnih regijah. Za celinsko kuhinjo so bolj značilni zgodnji slovanski in novejši stiki z madžarsko in turško kuhinjo, pri čemer se za kuhanje uporablja mast, in začimbe, kot so črni poper, paprika in česen. Obalna regija nosi vplive grške in rimske kuhinje, pa tudi poznejše mediteranske kuhinje, zlasti italijanske (zlasti beneške). Obalne kuhinje uporabljajo oljčno olje, zelišča in začimbe, kot so rožmarin, žajbelj, lovorjev list, origano, majaron, cimet, nageljnove žbice, muškatni orešček ter limonina in pomarančna skorja. Kmečka tradicija kuhanja temelji na domiselnih različicah več osnovnih sestavin (žitarice, mlečni izdelki, meso, ribe, zelenjava, oreški) in postopkih kuhanja (dušenje, pečenje na žaru, praženje, pečenje), medtem, ko meščanska kuhinja vključuje bolj zapletene postopke in uporabo izbranih zelišča in začimbe. Kobasice so del hrvaške kulinarične tradicije v vseh regijah. Na Hrvaškem so priljubljena tudi hrana in recepti iz drugih držav nekdanje Jugoslavije.
Hrvaška kuhinja je razdeljena na več različnih kuhinj (Dalmacija, Dubrovnik, Gorski Kotar, Istra, Lika, Međimurje, Podravina, Slavonija, Zagorje), od katerih ima vsaka posebne kuharske tradicije, značilne za to območje in ne nujno dobro poznane v drugih delih Hrvaške. Večino jedi pa je mogoče najti po vsej državi, z lokalnimi različicami.

## Galerija
- Meso z tiblice - svinjina iz lesenega sodčka "tiblitsa" iz Međimurske županije na severu Hrvaške
- Jastog iz Dalmacije
- Golaž je zelo priljubljena jed na Hrvaškem
- Mlinci
- Zagorski štruklji
- Žganci
- Veliki orehi iz Istre
- Hrvaške filane paprike
- Sir škripavec
- Kruh pogača
- Jabolčni štrudelj
- Orehova potica
- Palačinke
- Orehova gibanica
- Velebitsko pivo, pivo iz Hrvaške
- Steklenica likerja iz maraskine